# اورلاندو مالدونادو
اورلاندو مالدونادو (انگلیسی: Orlando Maldonado؛ زادهٔ ۲۱ مهٔ ۱۹۵۹) بوکسور اهل پورتوریکو است.